# 카를 헤인
카를 야코브 헤인(에스토니아어: Karl Jakob Hein, 2002년 4월 13일~)은 에스토니아의 축구 선수로 포지션은 골키퍼이다. 현재 프리미어리그의 아스널 FC 소속으로 뛰고 있다.